# Nemanja Obradović
Nemanja Obradović (Krusevac, 8 de enero de 1991) es un jugador de balonmano serbio que juega de central en el RK Partizan. Es internacional con la selección de balonmano de Serbia.

## Palmarés

### Meshkov Brest
- Liga de Bielorrusia de balonmano (1): 2020
- Copa de Bielorrusia de balonmano (1): 2020

### RK Zagreb
- Liga de Croacia de balonmano (1): 2021
- Copa de Croacia de balonmano (1): 2021

## Clubes
- RK Napredak
- RK Jagodina
- RK Metaloplastika ( -2015)
- Valence Handball (2015-2016)
- RK Metalurg (2016-2017)
- Orlen Wisła Płock (2017-2019)[2]
- Meshkov Brest (2019-2020)
- RK Zagreb (2020-2021)
- Eurofarm Pelister (2021-2022)
- Tatabánya KC (2022-2023)
- RK Partizan (2023-)